# 조아킹 비데이라
조아킹 필리프 페헤이라 두스 산투스 비데이라(포르투갈어: Joaquim Filipe Ferreira dos Santos Videira, 1984년 1월 12일~)는 포르투갈의 은퇴한 펜싱 선수로 주 종목은 에페이다. 2008년 하계 올림픽에 참가했으며 세계 선수권 대회에서 은메달 1개를 획득했다.